# Дајер (Тенеси)
Дајер (енгл. Dyer) град је у америчкој савезној држави Тенеси.

## Демографија
По попису из 2010. године број становника је 2.341, што је 65 (-2,7%) становника мање него 2000. године.
| Група             | 2000.         | 2010.         |
| Белци             | 1.928 (80,1%) | 1.804 (77,1%) |
| Афроамериканци    | 446 (18,5%)   | 463 (19,8%)   |
| Азијати           | 1 (0,0%)      | 3 (0,1%)      |
| Хиспаноамериканци | 13 (0,5%)     | 20 (0,9%)     |
| Укупно            | 2.406         | 2.341         |